# 施瓦曹河谷施瓦曹
施瓦曹河谷施瓦曹（德語：Schwarzau im Schwarzautal）是奥地利施泰爾馬克州费尔德巴赫县的一个市镇。总面积10.49平方公里，总人口665人，人口密度63.4人/平方公里（2001年）。